# Josef Capoušek

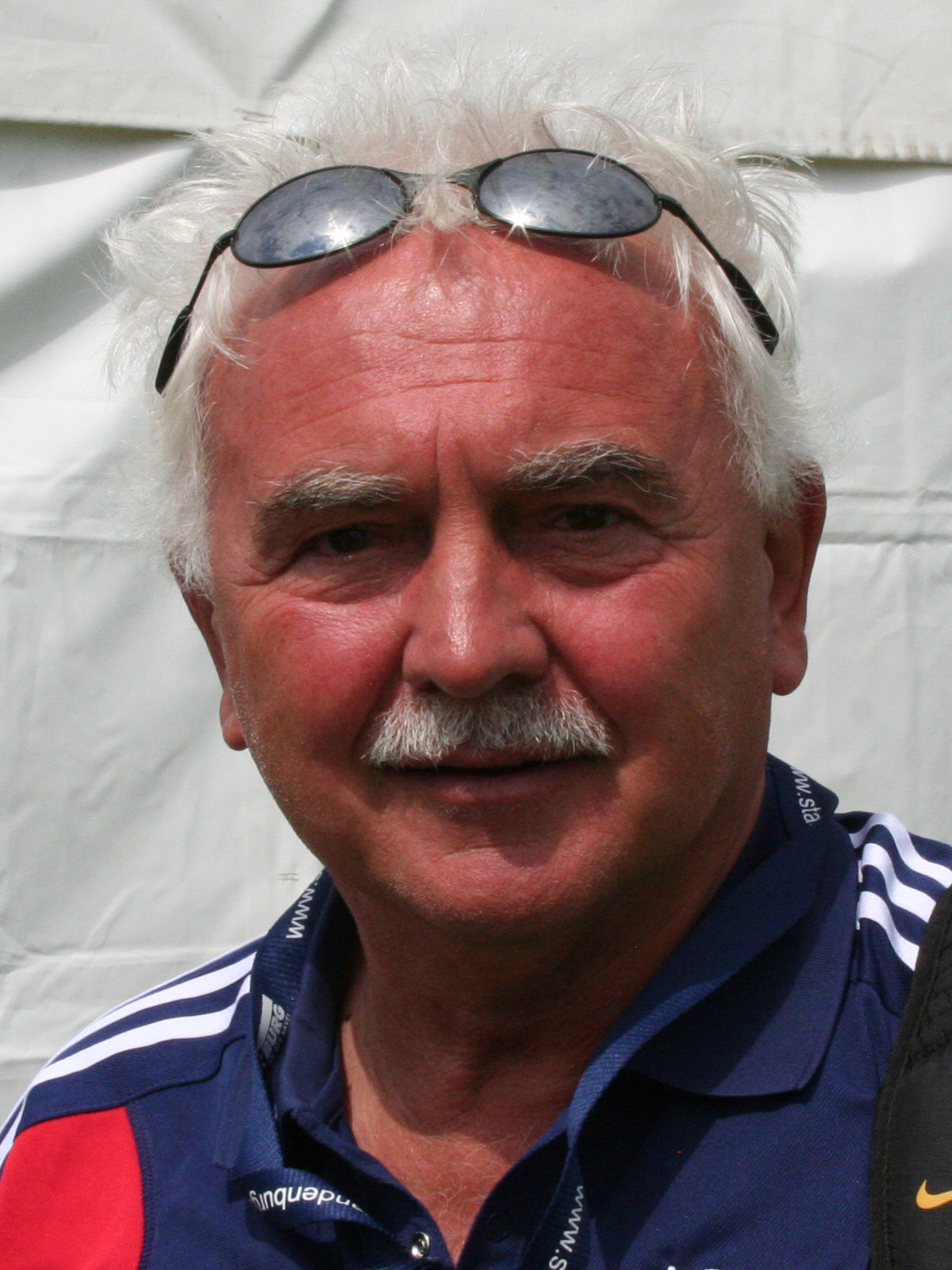
Josef Capoušek (2009)

Josef Bohumir Capoušek (* 14. Januar 1946 in Prag; † 31. Mai 2025 in Duisburg) war ein tschechisch-deutscher Trainer im Kanusport. Als Cheftrainer des Deutschen Kanu-Verbandes verantwortete er 17 Olympiasiege.

## Leben
Capoušek flüchtete im Prager Frühling nach Deutschland. Dort studierte er von 1969 bis 1980 Sportwissenschaft und Politologie an der Johann Wolfgang Goethe-Universität Frankfurt am Main. Das Studium finanzierte er mit Gelegenheitsjobs.
1980 wurde er Bundestrainer beim Deutschen Kanu-Verband (DKV) und war zunächst für die Sportfördergruppe der Bundeswehr und Junioren zuständig. 1988 übernahm er den Posten des Cheftrainers für den gesamten Kanurennsport. In dieser Funktion führte er das wiedervereinigte deutsche Kanu-Team von 1992 bis 2004 zu insgesamt 17 Olympiasiegen, das damit zum erfolgreichsten Teil der deutschen Olympiamannschaft und weltweiten Nummer eins avancierte. Zu den von ihm betreuten Kanuten gehörten mit Birgit Fischer, Katrin Wagner, Ronald Rauhe oder Andreas Dittmer einige der erfolgreichsten deutschen Sportler überhaupt.
Ab 2005 war Josef Capoušek Kanu-Cheftrainer in China. Wenige Wochen vor den Olympischen Sommerspielen 2008 in Peking wurde Capoušek nach kritischen Interviews unter dem Vorwand zu erwartender Erfolglosigkeit entlassen. Anschließend war er für die Britisch Canoe Union tätig und stand ab 2010 beim Italienischen Kanuverband unter Vertrag.

## Privates
Josef Capoušek hatte einen Sohn und eine Tochter aus früherer Ehe. Zuletzt wohnte er mit seiner chinesischen Frau Liu Xinhua in Duisburg, das Paar hatte aber auch eine Wohnung in der chinesischen Stadt Zhuhai. Ende Mai 2025 starb  Capoušek im Alter von 79 Jahren in Duisburg.

## Ehrungen
- Bundesverdienstkreuz am Bande[5]
- Ehrenprofessur der Wuhan-Universität